# Colias electo
Colias electo is een vlindersoort uit de familie Pieridae (witjes) en de onderfamilie Coliadinae. Colias electo werd in 1763 beschreven door Linnaeus.

## Kenmerken
De vleugels hebben een gele onderzijde en een oranje bovenzijde, die is voorzien van een brede, zwarte band langs de buitenrand van de voor- en achtervleugels. De vlinder heeft een spanwijdte van ongeveer 55 millimeter.

## Verspreiding en leefgebied
Colias electo is een soort van hoger gelegen open grasland. Hij komt voor in Afrika.